# Nichollssaura borealis
La nichollsaura (Nicholssaura borealis) è un rettile acquatico estinto, appartenente ai plesiosauri. Visse alla fine del Cretaceo inferiore (Albiano, circa 105 milioni di anni fa). I suoi resti fossili sono stati ritrovati in Nordamerica (Canada), e colmano un vuoto di circa 40 milioni di anni nella documentazione fossile dei plesiosauri nordamericani.

## Descrizione
Questo rettile è noto per uno scheletro praticamente completo e in connessione anatomica, mancante solo della scapola e della zampa anteriore destre. Come tutti i plesiosauri, era un animale dotato di un collo lungo, un corpo appiattito e zampe trasformate in strutture simili a pinne. L'animale in vita doveva essere lungo circa 2,6 metri, e quindi era un plesiosauro di dimensioni modeste. Il cranio era di forma triangolare, di struttura gracile e, al contrario di quello di forme simili (come Leptocleidus) era sprovvisto di una costrizione al termine del muso. Sulla mandibola erano presenti solchi longitudinali, mentre la premascella era dotata di una piccola cresta (presente anche in Leptocleidus). I denti erano relativamente lunghi, appuntiti e tutti abbastanza simili fra loro.

## Classificazione
I fossili di questo animale vennero scoperti nel 1994 in Alberta durante gli scavi in una miniera. La zampa e la scapola mancanti sono andate perdute al momento della scoperta, quando un escavatore da 100 tonnellate mise in luce il reperto, danneggiandolo al contempo. Il fossile fu poi descritto nel 2008 con il nome di Nichollsia borealis; il nome generico, tuttavia, era già stato utilizzato in precedenza per un genere di crostacei isopodi, e l'anno successivo venne cambiato in Nichollssaura borealis. Secondo lo studio di Druckenmiller e Russell, questo rettile marino era un rappresentante dei policotilidi, un gruppo di plesiosauri dal collo moderatamente allungato e dalle dimensioni modeste, tipici del Cretaceo.

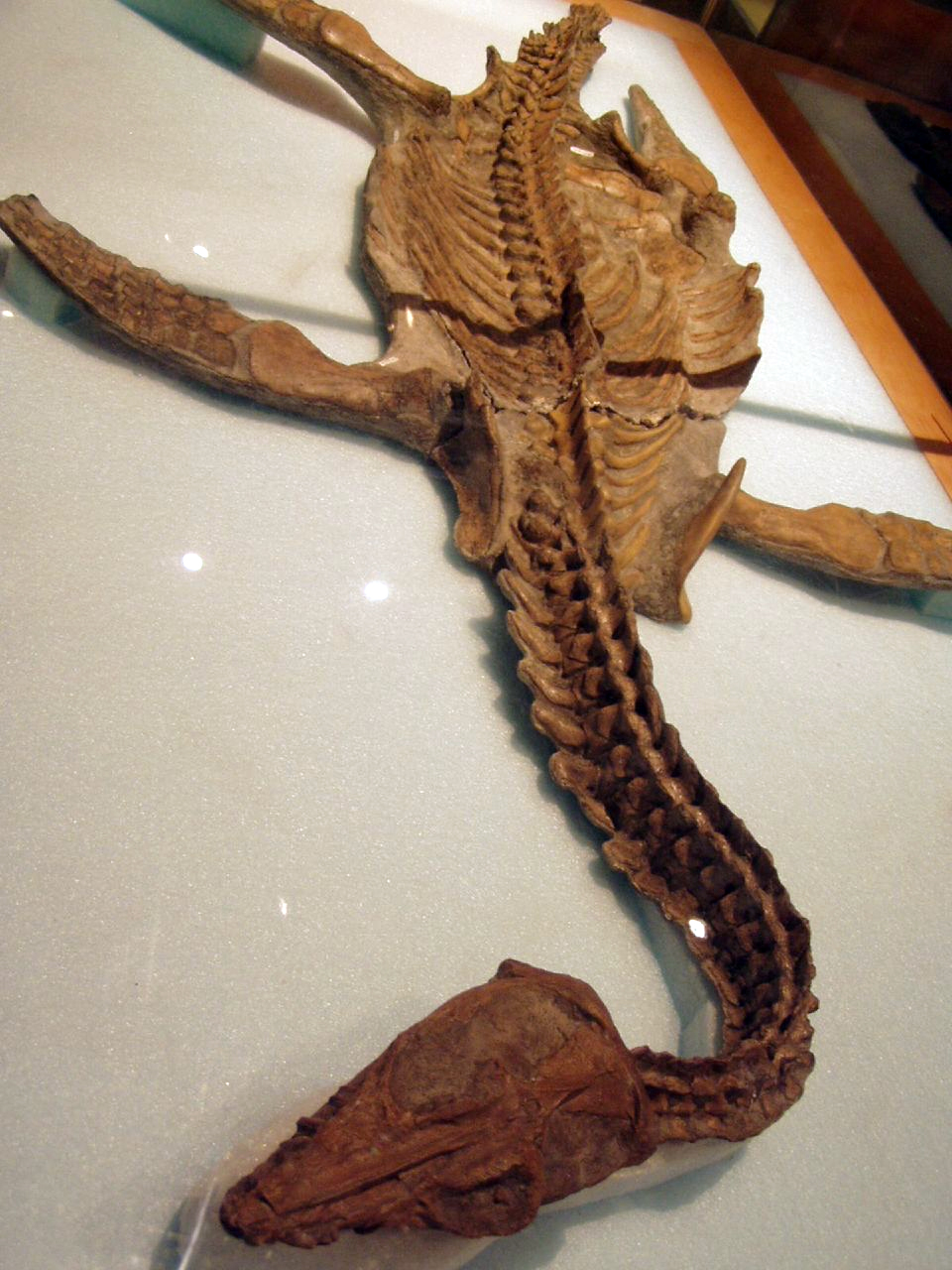
Scheletro di Nichollssaura

Un nuovo studio del 2010 ha messo in luce le strette parentele con una linea relativamente arcaica di plesiosauri di piccole dimensioni, i leptocleididi. Questi animali sono considerati possibili discendenti degli antichi romaleosauridi del Giurassico. In particolare, Nichollssaura potrebbe essere stato strettamente imparentato con Thililua, un leptocleidide di dimensioni maggiori, i cui resti sono stati ritrovati in Marocco.

## Paleoecologia
Uno studio realizzato utilizzando un modello 3D indica che Nichollssaura era in grado di esercitare ampi movimenti laterali del collo, ed è probabile che questo tipo di movimento permettesse all'animale di ritrarre il collo quando colpiva una preda durante un agguato (Nagesan et al., 2018).

## Paleogeografia
Nichollssaura era un predatore acquatico che viveva nel cosiddetto Mare Boreale, ovvero la prima incursione marina nella parte settentrionale del Bacino Occidentale Interno del Nordamerica, formatasi nel Cretaceo inferiore prima che comparisse il Mare interno occidentale. I resti fossili di Nichollssaura sono i più antichi tra i plesiosauri cretacei nordamericani, e colmano un vuoto nella documentazione fossile di circa 40 milioni di anni.

## Significato del nome
Il nome generico Nichollssaura è in onore a Betsy Nicholls, curatore di paleontologia. L'epiteto specifico, borealis, si riferisce al Mare Boreale dove viveva questo animale nel Cretaceo.